# 氯化六氨合镍
氯化六氨合镍是一种配合物，化学式为[Ni(NH3)6]Cl2。

## 制备
将氯化铵溶于浓氨水，加入NiCl2·6H2O，搅拌后减压过滤，得到[Ni(NH3)6]Cl2。

## 化学性质
氯化六氨合镍加热时分解，先生成[Ni(NH3)2]Cl2，继续加热进一步分解，得到NiCl2。
将氯化六氨合镍在THF中和硼氢化钠于25℃反应，可以得到氨硼烷：
[Ni(NH3)6]Cl2 + 2 NaBH4 → 2 NH3BH3 + Ni + 4 NH3↑ + 2 NaCl + H2↑